# Ljubno ob Savinji
Ljubno ob Savinji je sklenjeno gručasto naselje vaškega značaja  v Zgornji Savinjski dolini, središče Občine Ljubno. 

## Lega in opis naselja
Naselje se nahaja na robu alpskega predgorja, na prodnati terasi ob sotočju potoka Ljubnica in reke Savinje, ki tu prehaja iz soteske v širšo dolino. V starejšem delu naselja, kjer stoji župnijska cerkev sv. Elizabete, se je izoblikoval manjši trg. Ljubno sestavljajo predeli Plac, Foršt in Za Ljubnico (na levem bregu Savinje) ter Kolovrat, Prod in Loke (na desnem bregu). K naselju spadajo tudi posamezne domačije, ki so bile pred letom 1973 vključene v vasi Savina, Ter in Primož pri Ljubnem.

## Zgodovina
Naselje se v zgodovinskih virih prvič omenja leta 1247, od leta 1442 pa kot trg, s pravico do dveh letnih sejmov in nedeljskega tržnega dne. Ljubno se je razvilo kot lokalno središče hribovskega kmetijskega zaledja,
domačini so se ukvarjali predvsem z govedorejo in gozdarstvom. 
Od konca 16. do sredine prejšnjega stoletja so se razvili splavarjenje (flosarstvo) in z njim povezana žagarstvo ter trgovina z lesom. 
Domačini so posekano hlodovino po drčah spuščali v dolino in jo po Ljubnici in Savinji plavili do Ljubnega, kjer so jo zbili v splave (flose) in nanje naložili žagan les. Te so splavarji ob primernem vodostaju po Savinji prevažali do Zidanega Mosta, po Savi do Radeč in naprej proti Beogradu ter včasih (če lesa niso poprej prodali) tudi po Donavi do Črnega morja. Ljubno ob Savinji je bilo tako skoraj petsto let začetna savinjska flosarska postaja. Že leta 1600 je bilo zaradi tega na Ljubnem devet žag, v obdobju pred drugo svetovno vojno pa kar 50 žag, štiriindvajset trgovcev z lesom in šestindvajset gostiln.

Prvega novembra 1990 je naselje hudo prizadela katastrofalna [[poplava], v nekoliko manjšem obsegu pa tudi leta 2023.

## Znamenitosti
Od konca 19. stoletja na trgu pred cerkvijo na cvetno nedeljo vsako leto blagoslavljajo t.i. »ljubenske potice«, ki imajo podobe orodij in predmetov, ali pa so scenske postavitve iz vsakdanjega kmečkega življenja, verski objekti in simboli, lahko pa tudi novodobni motivi. Domačini jih ročno izdelujejo iz naravnih materialov in so edinstvene tako v Sloveniji kot v Evropi. Leta 2013 jih je Slovenija razglasila za živo mojstrovino državnega pomena.

## Smučarski skoki v Ljubnem
Prve tekme so ljubenski smučarski zanesenjaki organizirali že leta 1931, na skakalnici iz steptanega snega. Pod Rajhovko (815 m.n.m.) so se tekme nadaljevale po drugi svetovni vojni, ko je bil ustanovljen SSK Gozdar. Njegovi predstavniki so se povezali z inženirjem Stankom Bloudkom, ki je pripravil načrte za 60-metrsko skakalnico. Ta je bila zgrajena leta 1953. Nov zagon je pomenila ustanovitev SSK Ljubno leta 1973, ki odtlej skrbi za posodabljanje skakalnic, pa tudi za načrtno in strokovno delo ter za organizacijo tekmovanj v smučarskih skokih na najvišji ravni.

## Galerija
- smučarska skakalnica na Ljubnem
- Župnijska cerkev sv. Elizabete
- Rosulje, s pokopališko cerkvijo Matere Božje